# Cameron Bairstow
Pour les articles homonymes, voir Bairstow.
Cameron Bairstow, né le 7 décembre 1990 à Brisbane, Queensland (Australie), est un joueur australien de basket-ball. Il évolue aux postes d'ailier fort et de pivot.

## Biographie

### Carrière universitaire
En 2010, il rejoint les Lobos du Nouveau-Mexique en NCAA.

### Carrière professionnelle

#### Bulls de Chicago (2014-2016)
Le 26 juin 2014, Bairstow est choisi à la 49e position de la Draft 2014 de la NBA par les Bulls de Chicago. Il participe à la NBA Summer League 2014 avec les Bulls où il retrouve son ancien coéquipier chez les Lobos du Nouveau-Mexique, Tony Snell, qui a été dafté par les Bulls en 2013, et Kendall Williams. Le 21 juillet 2014, il signe un contrat de trois ans avec les Bulls, dont un an et demi est garanti. Le 29 octobre, il fait ses débuts en NBA lors du match d'ouverture de la saison contre les Knicks de New York, où il joue trois minutes et manque son seul tir du match. Le 22 janvier 2015, il réalise son meilleur match de la saison avec trois points et deux rebonds contre les Spurs de San Antonio.
Le 22 novembre 2015, les Bulls envoient Bairstow en D-League chez les Spurs d'Austin. Le 7 décembre 2015, il est rappelé dans l'effectif des Bulls après avoir disputé cinq rencontres avec Austin. Il dispute seulement onze rencontres avec les Bulls sur les trois premiers mois de la saison 2015-2016 avant de connaître sa seconde titularisation en carrière le 5 février 2016 à la place de Pau Gasol, blessé. Son temps de jeu est limité en raison d'un problème de fautes, mais il termine la rencontre avec quatre points et quatre rebonds en dix minutes de jeu contre les Nuggets de Denver.
Le 17 juin 2016, il est transféré aux Pistons de Détroit en échange de Spencer Dinwiddie. Il est coupé le 10 juillet 2016.

#### Brisbane Bullets (2016-2019)
Le 18 juillet 2016, il retourne en Australie et s'engage avec les Brisbane Bullets.
En raison d'une blessure à l'épaule, Bairstow manque les jeux olympiques de Rio et toute la pré-saison avec son club. Il commence sa saison le 16 octobre 2016 lors de la défaite des Bullets face au Adelaïde 36ers sur le score de 93-96. Il marque 15 points, délivre 3 passes décisives et prend 7 rebonds en sortie de banc. Le 20 décembre, il se blesse gravement et est forfait pour le reste de la saison.
Il manque l'intégralité de la saison 2017-2018 en raison de blessure. Le 4 mai 2018, il re-signe pour deux saisons avec Brisbane et revient à la compétition en février 2019.
En mars 2019, les Bullets ne lèvent pas l'option de Bairstow.

#### Lietuvos Rytas (2019-2020)
Le 25 juillet 2019, il s'engage en Lituanie avec le Lietuvos rytas ,.

#### Illawarra Hawks (depuis 2020)
En août 2020, il retourne en Australie dans le club des Illawarra Hawks.

### Carrière internationale
En juillet 2012, Bairstow est sélectionné dans l'équipe d'Australie pour participer à la Stanković Cup 2012, et son équipe termine à la seconde place.
Après sa saison universitaire 2012-2013, il est nommé dans l'effectif des Boomers pour le Sino-Australia Challenge contre la Chine en juin 2013. Il fait de très bons débuts avec les Boomers et en fait de même lors de la Stanković Cup 2013 et les championnats du monde universitaire, remportant respectivement la médaille d'or et la médaille d'argent. En août 2013, il est sélectionné dans l'équipe des Boomers pour participer au championnat FIBA d'Océanie 2013 où l'Australie rencontre la Nouvelle-Zélande sur deux matches.
En juillet 2014, il est de nouveau sélectionné dans l'équipe des Boomers pour participer à la coupe du monde 2014 en Espagne.

## Clubs successifs
- 2010-2014 :  Lobos du Nouveau-Mexique (NCAA).
- 2014-2016 :  Bulls de Chicago (NBA).
- 2015 :  Spurs d'Austin (D-League)
- 2016-2019 :  Brisbane Bullets (NBL)
- 2019-2020 :  Lietuvos rytas (LKL)
- 2020- :  Illawarra Hawks (NBL)

## Palmarès
- 2014 : First team All-MWC (2014)
- 2014 : MWC Tournament MVP (2014)
- 2013 : MWC All-Tournament Team (2013)

## Statistiques

### Universitaires
Les statistiques en matchs universitaires de Cameron Bairstow sont les suivants :
| Saison    | Équipe          | Matchs | Titul. | Min./m | % Tir | % 3pts | % LF | Rbds/m. | Pass/m. | Int/m. | Ctr/m. | Pts/m. |
| --------- | --------------- | ------ | ------ | ------ | ----- | ------ | ---- | ------- | ------- | ------ | ------ | ------ |
| 2010-2011 | Nouveau-Mexique | 31     | 1      | 9,7    | 60,0  | 50,0   | 59,1 | 1,77    | 0,23    | 0,19   | 0,26   | 2,58   |
| 2011-2012 | Nouveau-Mexique | 34     | 1      | 15,4   | 44,4  | 0,0    | 63,4 | 3,62    | 0,32    | 0,38   | 0,59   | 3,68   |
| 2012-2013 | Nouveau-Mexique | 35     | 19     | 24,1   | 45,6  | 0,0    | 73,8 | 5,94    | 0,89    | 0,69   | 0,60   | 9,71   |
| 2013-2014 | Nouveau-Mexique | 34     | 34     | 32,9   | 55,6  | 33,3   | 73,5 | 7,38    | 1,56    | 0,56   | 1,50   | 20,41  |
| Total     |                 | 134    | 55     | 20,8   | 51,7  | 33,3   | 71,7 | 4,75    | 0,76    | 0,46   | 0,75   | 9,25   |

### Professionnels

#### Saison régulière NBA
| Saison    | Équipe  | Matchs | Titul. | Min./m | % Tir | % 3pts | % LF | Rbds/m. | Pass/m. | Int/m. | Ctr/m. | Pts/m. |
| --------- | ------- | ------ | ------ | ------ | ----- | ------ | ---- | ------- | ------- | ------ | ------ | ------ |
| 2014-2015 | Chicago | 18     | 1      | 3,5    | 21,4  | 0,0    | 80,0 | 0,44    | 0,06    | 0,11   | 0,06   | 0,56   |
| 2015-2016 | Chicago | 18     | 2      | 5,7    | 32,5  | 20,0   | 87,5 | 1,56    | 0,33    | 0,11   | 0,17   | 1,89   |
| Total     |         | 36     | 3      | 4,6    | 29,6  | 20,0   | 84,6 | 1,00    | 0,19    | 0,11   | 0,11   | 1,22   |

#### Saison régulière D-League
| Saison    | Équipe | Matchs | Titul. | Min./m | % Tir | % 3pts | % LF | Rbds/m. | Pass/m. | Int/m. | Ctr/m. | Pts/m. |
| --------- | ------ | ------ | ------ | ------ | ----- | ------ | ---- | ------- | ------- | ------ | ------ | ------ |
| 2015-2016 | Austin | 5      | 4      | 26,5   | 47,5  | 0,0    | 82,4 | 8,00    | 1,20    | 0,80   | 0,60   | 14,00  |
| Total     |        | 5      | 4      | 26,5   | 47,5  | 0,0    | 82,4 | 8,00    | 1,20    | 0,80   | 0,60   | 14,00  |

## Records sur une rencontre en NBA
Les records personnels de Cameron Bairstow, officiellement recensés par la NBA sont les suivants :
| Type de statistique        | Saison régulière | Saison régulière                           | Saison régulière                  |
| Type de statistique        | Record           | Adversaire                                 | Date                              |
| -------------------------- | ---------------- | ------------------------------------------ | --------------------------------- |
| Points                     | 8                | @ Magic d'Orlando                          | 2 mars 2016                       |
| Paniers marqués            | 4                | @ Magic d'Orlando                          | 2 mars 2016                       |
| Paniers tentés             | 8                | @ Hornets de Charlotte                     | 8 février 2016                    |
| Paniers à 3 points réussis | 1                | @ Hawks d'Atlanta                          | 26 février 2016                   |
| Paniers à 3 points tentés  | 1                | 5 fois                                     |                                   |
| Lancers francs réussis     | 2                | 4 fois                                     |                                   |
| Lancers francs tentés      | 2                | 6 fois                                     |                                   |
| Rebonds offensifs          | 2                | @ Nuggets de Denver Nets de Brooklyn       | 25 novembre 2014 10 décembre 2014 |
| Rebonds défensifs          | 4                | @ Nuggets de Denver                        | 5 février 2016                    |
| Rebonds totaux             | 4                | @ Nuggets de Denver                        | 5 février 2016                    |
| Passes décisives           | 2                | @ Hornets de Charlotte                     | 8 février 2016                    |
| Interceptions              | 1                | 4 fois                                     |                                   |
| Contres                    | 2                | @ Hornets de Charlotte                     | 8 février 2016                    |
| Balles perdues             | 2                | @ Nuggets de Denver                        | 25 novembre 2014                  |
| Minutes jouées             | 19               | @ Nuggets de Denver @ Hornets de Charlotte | 25 novembre 2014 8 février 2016   |

- Double-double : aucun (au terme de la Saison NBA 2015-2016)
- Triple-double : aucun.

## Salaires
| Année       | Équipe  | Salaire   |
| ----------- | ------- | --------- |
| 2014-2015*  | Chicago | 507 336 $ |
| Total Gains |         | 507 336 $ |
| 2015-2016   | Chicago | 845 059 $ |
| 2016-2017   | Chicago | 980 431 $ |

Note : * Pour la saison 2014-2015, le salaire moyen d'un joueur évoluant en NBA est de 4 500 000 $.